# Культ Розуму

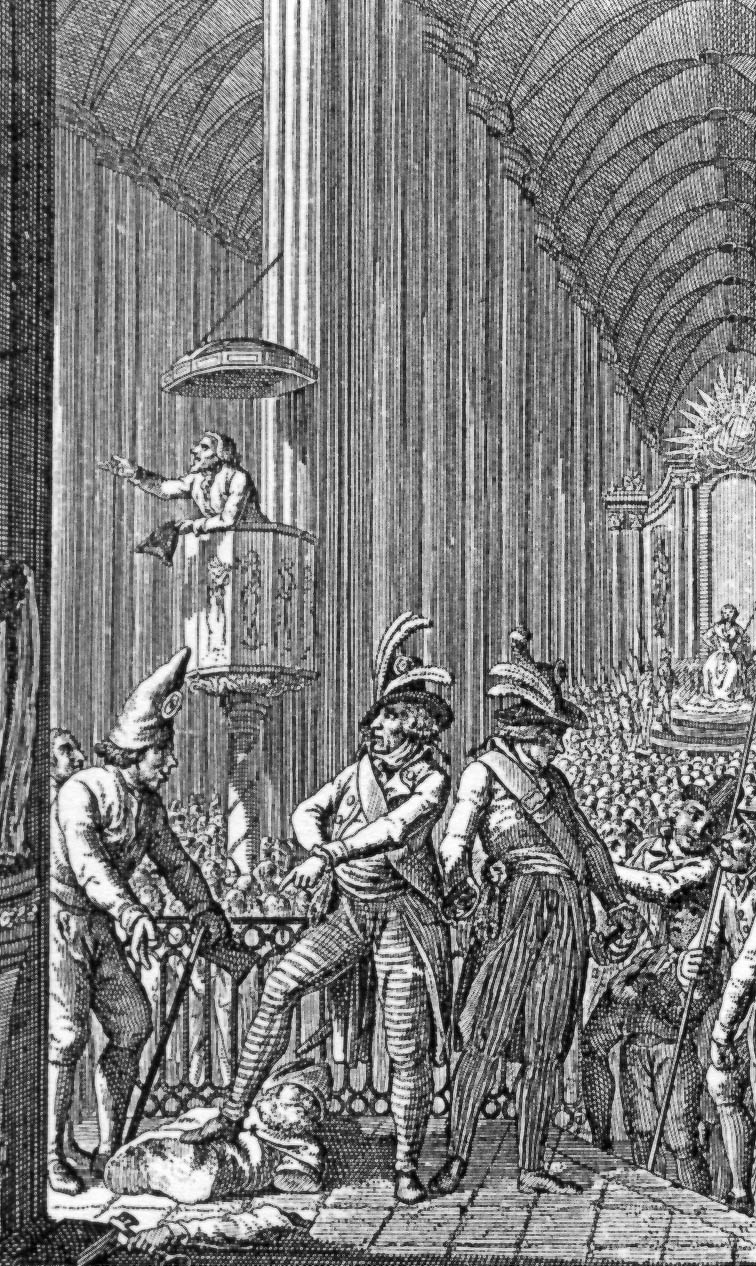
Страсбурзький собор у якості Храма Разуму

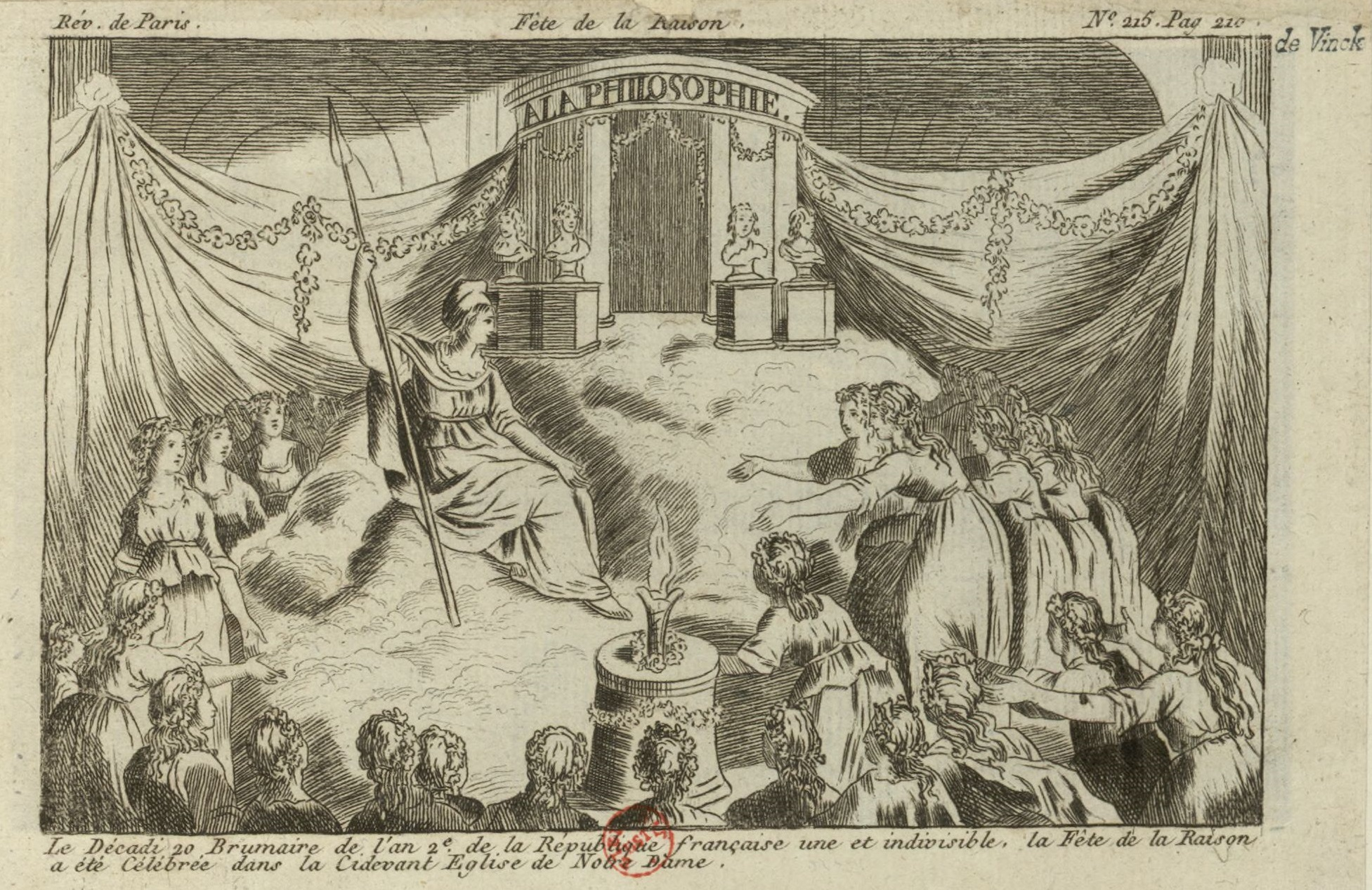
Fête de la Raison («Фестиваль Разума»), Собор Паризької Богоматері, 20 брюмера 1793

Культ Розуму (фр. Culte de la Raison) ― один з елементів процесу дехристиянізації під час Французької революції. Створено П'єром Гаспаром Шометтом, Жаком-Рене Ебером та їх послідовниками (ебертисти) з наміром скасувати християнство Франції.

## Розвиток і поширення
Культ Розуму набув широкого поширення в період 1793—1794 рр. Після вересневих вбивств і особливо після видання комуною Парижа 24 листопада 1793 року декрету про заборону католицького богослужіння і закриття всіх церков, церкви в Парижі стали перетворювати в храми Розуму. В процесі дехристиянізації 5 жовтня 1793 року григоріанський календар був замінений на французький республіканський календар.
Перші варіанти культу Розуму з'явилися за межами Парижа. У вересні-жовтні 1793 року Жозеф Фуше організовував святкування в департаментах Ньєвр і Кот-д'Ор. В Рошфорі Леньело перетворив парафіяльну церкву в «Храм Істини», де 31 жовтня 1793 року шість католицьких священиків і один протестантський в урочистій обстановці відреклися від своєї релігії. Церемонії культу Розуму супроводжувалися проведенням карнавалів, парадів, примусом священиків відрікатися від сану, пограбуванням церков, знищенням або образою християнських священних предметів (ікон, статуй, хрестів і подібного). Крім цього, проводилися церемонії вшанування «мучеників Революції». Подібні події зустрічалися також в інших частинах Франції. Найбільшого розвитку культ досяг в Парижі, під час проведення «Фестивалю Свободи» (фр. Fête de la Liberté) в Соборі Паризької Богоматері 10 листопада (20 брюмера) 1793 року. Під час церемонії, вигаданої й організованої Шометтом яка проводилася всередині собору, артистка Паризької опери Тереза-Анжеліка Обрі (1772—1829) коронувалася як «Богиня Розуму». Її образ став основою для новели «Богиня розуму» І. О. Буніна.
Культ Розуму швидко захопив майже всю Францію, як сільську, так і міську місцини, він користувався підтримкою значної частини санкюлотів.

## Фестиваль Розуму
Офіційне загальнонаціональне Fête de la Raison, організоване Ебером і Моморо 20 брюмера, II року (10 листопада 1793), стало втіленням нового республіканського способу релігії. Під час церемоній, розроблених і організованих Шометтом, церкви по всій Франції були перетворені на сучасні Храми Розуму. Найбільша церемонія відбулася в соборі Нотр-Дам у Парижі. Християнський вівтар було розібрано і встановлено вівтар Свободи, а над дверима собору висічено на камені напис «До філософії». Святкові дівчата в білому римському вбранні та триколірних поясах кружляли навколо костюмованої Богині Розуму, яка «втілювала Свободу». На вівтарі горіло полум'я, яке було символом правди.
Щоб уникнути статуй та ідолопоклонства, фігури Богинь зображувалися живими жінками, а в Парижі роль зіграла дружина Моморо, Софі, яка, як кажуть, одягалася "провокаційно", і, за словами Томаса Карлайла, «стала однією з найкращих богинь розуму, хоча її зуби були трохи дефектними».
Перед відставкою Жорж Дантон застерігав від дехристиянізації та їхніх «риторичних ексцесів», але підтримка Культу лише зросла в перші роки Першої Республіки. Наприкінці 1793 можна було уявити, що Конвент міг би прийняти запрошення відвідати Паризький фестиваль масово, але непохитний спротив Максимілана Робесп’єра та інших, подібних йому, не дозволив цьому стати офіційною справою. Не злякавшись, Шометт і Ебер з гордістю очолили численну делегацію депутатів до Нотр-Даму.

## Протести і заборона
Однак не скрізь люди відмовлялися від релігії, а священики ― від сану. У багатьох селах селяни виступали з вимогами відкриття церков і відновлення католицької. Максиміліан Робесп'єр, будучи фактичним главою уряду, з 21 листопада 1793 року розпочав протестувати проти дій дехристиянизаторів. Він вказував, що Конвент, приймаючи прояви громадянських почуттів, аж ніяк не думав скасовувати католицький культ. Він також рішуче висловлювався проти атеїзму як світогляду, на його думку, аристократичного. 6—7 грудня 1793 року Конвент офіційно засудив заходи насильства, що «суперечать свободі культів». У березні 1794 року культ Розуму був заборонений, а Ебер і Шометт страчені (по суду Революційного трибуналу ебертісти були гільйотиновані 24 березня 1794 року, Шометт ― 13 квітня 1794 року). 7 травня 1794 Конвент своїм декретом встановив в якості державної «громадянської релігії» Франції «Культ Верховної Істоти». Як культ Розуму, так і культ Верховної Істоти були офіційно заборонені в 1802 році Наполеоном Бонапартом з його Закон про культи 18 жерміналя, X року.

## Згадки в культурі і мистецтві
- У романі Александра Дюма «Шевальє де Мезон-Руж», дія якого відбувається в 1793 році, одна з героїнь, Артемізія, грає роль Богині Розуму[11].
- Культу Розуму присвячене оповідання-нарис Івана Буніна «Богиня Розуму», що розповідає про долю Анжеліки Обрі, яка зображувала Богиню Розуму на святі 1793 року[12].
- Культ Розуму використовується як ключовий елемент побудови сюжету повісті Віктора Пелевіна «Мистецтво легких торкань».